# Pamplemousses (dystrykt)
Pamplemousses – jeden z 9 dystryktów Mauritiusa, ze stolicą w Pamplemousses.

## Sąsiednie dystrykty
- Rivière du Rempart – wschód
- Moka – południe
- Port Louis – południowy zachód.
- Flacq - południowy wschód